# Rail Baltica

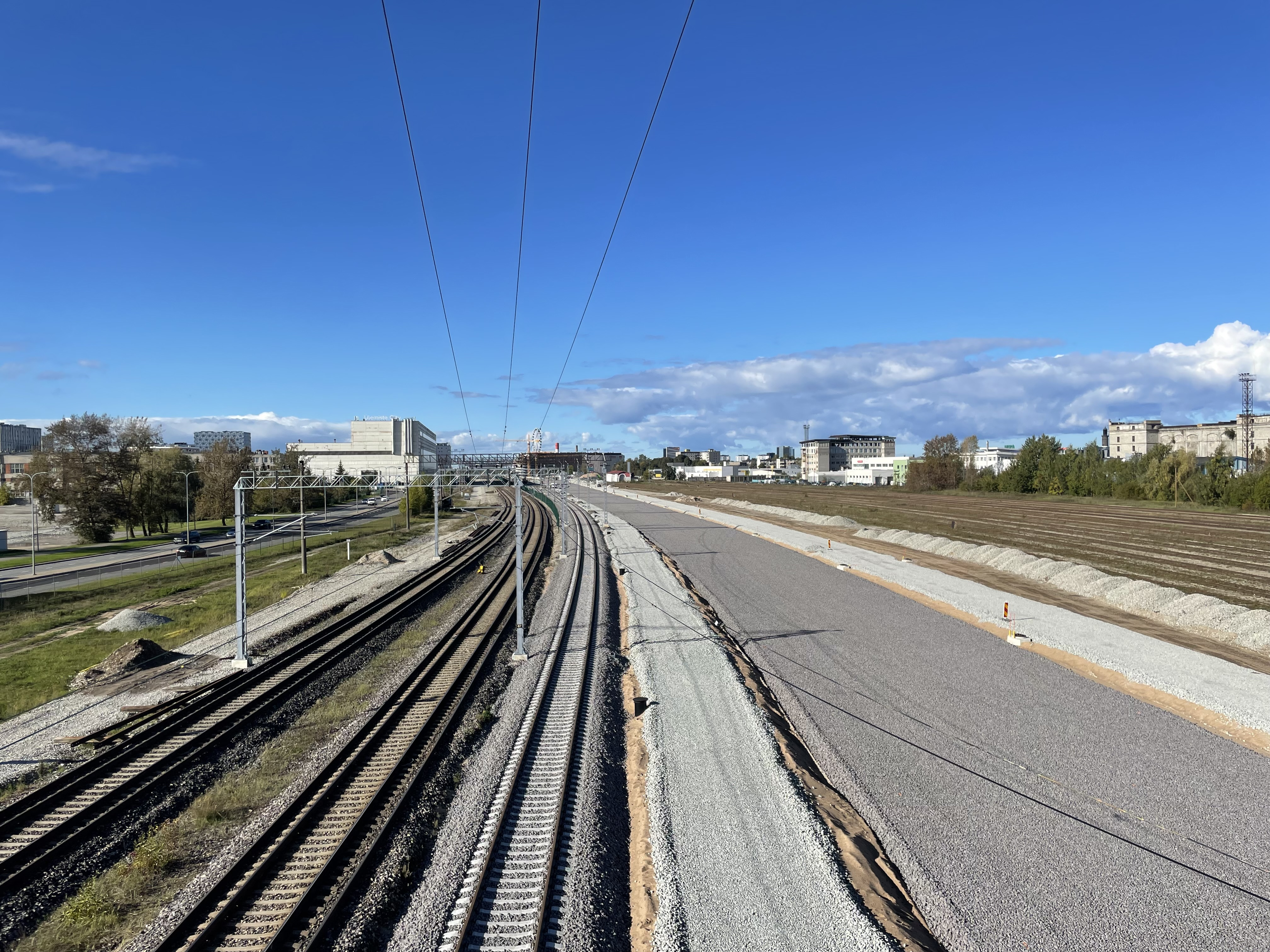
Aanleg van spoor voor Rail Baltica bij Station Ülemiste in Tallinn, 2024

Rail Baltica is een railinfraproject om de Baltische staten en Finland met een geheel nieuwe normaalsporige elektrische hogesnelheids-spoorlijn via Polen met het Europees spoorwegnet te verbinden. Dit project behoort tot de Noordzee-Oostzeecorridor van de Trans-Europese transportnetwerken. De oplevering van het project is gepland voor 2030.

## Geschiedenis
De spoorlijnen in de Baltische staten zijn aangelegd met Russisch breedspoor, ten tijde van het Russisch keizerrijk en later de Sovjet-Unie. De oriëntatie van de spoorlijnen is bovendien hoofdzakelijk in oost-westrichting van de Oostzee van en naar Rusland. De spoorverbindingen tussen de Baltische staten onderling zijn onderontwikkeld.
Na de toetreding van de Baltische staten tot de Europese Unie in 2004 ontstond de strategische noodzaak om deze nieuwe lidstaten aan te sluiten op het Europees spoornetwerk dat is aangelegd met normaalspoor.
Het traject in Polen, van Warschau via Białystok, Sokółka en de grensovergang bij Trakiszki naar Šeštokai tot Kaunas in Litouwen, is reeds in 2014-2016 opgewaardeerd, waarbij het bestaande breedsporige deel in Litouwen werd voorzien van gemengd spoor. Op 16 oktober 2015 was het traject tot Kaunas gereed.
In 2017 ratificeerden alle drie de Baltische parlementen de Intergouvernementele Overeenkomst voor het Rail Baltica-project, waarmee ze hun langetermijnverbintenis met het project bevestigden. Bovendien werd de kosten-batenanalyse van het Rail Baltica Global Project geleverd door experts van Ernst & Young en Atkins International, op basis van de CBA-richtlijnen van de Europese Unie. De analyse toonde aan dat het project financieel haalbaar en levensvatbaar was, en dat de meetbare voordelen de kosten zouden overtreffen.
De Russische invasie van Oekraïne heeft het belang van dit Europese project vergroot, vanwege de connectiviteit in heel Europa die het zal creëren, voor burger- en militair reizen. Litouwen heeft een nieuwe commissie om de bouw binnen de steden te versnellen (vrachtterminalfaciliteiten en passagiersdepots). Estland wordt geconfronteerd met kostenstijgingen en vertragingen in de bouw.
Vanaf 2023 staat de voltooiing van het project gepland voor 2030, waarbij de dienstregeling op sommige trajecten in 2028 van start gaat.

## Traject

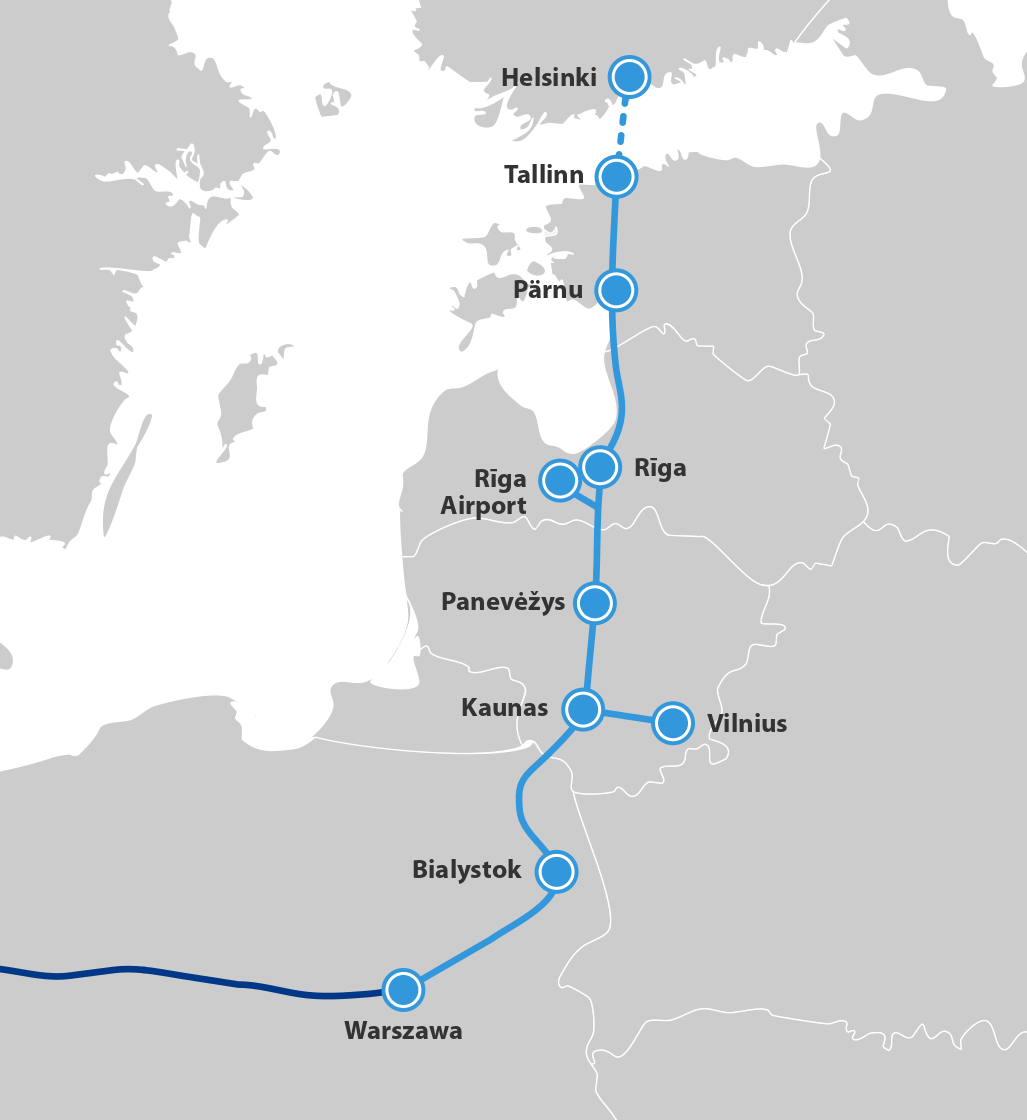
Rail Baltica

Het nieuwe spoortraject met normaalspoor is ongeveer 700 km lang, en loopt vanuit Polen via Kaunas in Litouwen naar Tallinn in Estland. De route is in 2011 vastgelegd en loopt langs Riga, de hoofdstad van Letland.
Er zijn plannen voor een aansluitende spoortunnel naar Finland onder de Finse Golf op de langere termijn. Een dergelijke tunnel zou 's werelds langste onderzeese spoortunnel worden (50 km onder water), en is begroot op ten minste 9-13 miljard euro. Tot die tijd zal een veerverbinding aansluiten op het spoor.
Als deze tunnel ooit zal worden aangelegd, zal de trein in Finland waarschijnlijk stoppen in het centrum van Helsinki, op het Pasila-station, en op de luchthaven van Vantaa, volgens Finlands grootste dagblad Helsingin Sanomat. Aangezien Finland een afwijkende spoorbreedte heeft (oud Russisch breedspoor, 1524 mm), zal het spoor niet verder Finland in gaan.
De Litouwse hoofdstad Vilnius, die niet langs de route ligt, zal door de aanleg van gemengd spoor (normaal en breedspoor) op de nieuwe spoorlijn aangesloten worden.
Het gedeelte van Helsinki naar Tallinn zal worden bediend door bestaande commerciële veerboten. Een voorgestelde Helsinki-Tallinntunnel werd overwogen om een spoorverbinding tussen de twee steden te bieden. Eind april 2021 ondertekenden de regeringen van Estland en Finland een memorandum van overeenstemming waarin ze zich committeerden aan samenwerking op het gebied van transport. In februari 2024 werd de tunnel door de Finse minister van Transport en Communicatie, Lulu Ranne, als onrealistisch beoordeeld en dat deze niet op de agenda van de regering stond.

## Technische gegevens
De nieuwe elektrische (25 kV, 50 Hz) normaalspoorverbinding zal voor passagiersvervoer een maximumsnelheid hebben van 240 km/u en voor goederenvervoer 120 km/u. Het gehele traject wordt beveiligd met ERTMS en wordt aangelegd zonder overwegen.
Het project wordt geleid door RB Rail AS, een joint venture-maatschappij van de drie Baltische staten. De kosten voor het project worden geschat op € 3,68 miljard die voor 85% gefinancierd wordt door de Connecting Europe Facility (CEF) van de Europese Unie.

## Bestaande spoorverbindingen Baltische staten
De treinreizigersverbindingen tussen de Baltische staten en Polen onderling zijn slecht. De meeste reizigers nemen dan ook de bus of het vliegtuig. De situatie anno 2024:
- Tussen Vilnius en Warschau is er één dagelijkse treinverbinding. [6]
- Er is één dagelijkse treinverbinding Vilnius (Litouwen) - Riga (Letland) [7].
- Er is een treinverbinding tussen Letland en Estland met overstap bij het grensstation van Valga.

De Russische enclave Kaliningrad heeft alleen een oost-westtreinverbinding met Rusland via Vilnius (Litouwen) en Wit-Rusland.